# ليزا أجاكس
ليزا كريستينا أجاكس (Lisa Kristina Ajax) من مواليد 13 أغسطس 1998.هي مغنية سويدية اكتسبت شهرة بعد فوزها ببرنامج اكتشاف المواهب أيدول في نسخته السويدية.

## روابط خارجية
- ليزا أجاكس على موقع IMDb (الإنجليزية)
- ليزا أجاكس على موقع ميوزك برينز (الإنجليزية)
- ليزا أجاكس على موقع أول ميوزيك (الإنجليزية)
- ليزا أجاكس على موقع ديسكوغز (الإنجليزية)
- ليزا أجاكس على موقع قاعدة بيانات الفيلم (الإنجليزية)